# تيري كوكرين
تيري كوكرين هو لاعب كرة قدم كندية كندي، ولد في 22 يناير 1963 في ريجاينا في كندا.

## وصلات خارجية
- تيري كوكرين على موقع JustSportsStats.com (الإنجليزية)